# Cerkiew Narodzenia św. Jana Chrzciciela w Tapie
Cerkiew Narodzenia św. Jana Chrzciciela – prawosławna cerkiew w Tapie, w jurysdykcji Estońskiego Kościoła Prawosławnego Patriarchatu Moskiewskiego.

## Historia
Prawosławna cerkiew w Tapie była budowana w latach 1901–1904 na potrzeby utworzonej w 1895 r. parafii, która do tej pory korzystała z pomieszczenia w budynku szkoły kolejowej. Autorem projektu świątyni był W. Łunskoj, architekt eparchii ryskiej. Gotową cerkiew wyświęcił 13 czerwca 1904 r. biskup ryski i mitawski Agatangel.    
Podczas II wojny światowej miasto zostało w znacznym stopniu zniszczone, cerkiew Narodzenia św. Jana Chrzciciela oraz luterański kościół były jednymi z nielicznych ocalałych budynków.

## Architektura
Cerkiew w Tapie reprezentuje styl rosyjsko-bizantyjski. We wnętrzu znajduje się jednorzędowy ikonostas ze zwieńczeniem z ikoną Ostatniej Wieczerzy